# Palais des marquis du Carpio

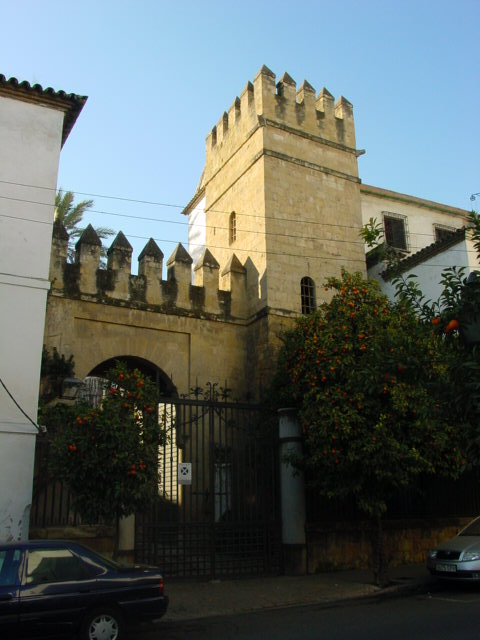
L'entrée du palais, dominée par la tour du XVe siècle.

Le palais des marquis du Carpio (palacio de los marqueses del Carpio) est un palais prenant la forme d'une maison fortifiée située dans la ville de Cordoue, dans la communauté autonome d'Andalousie, en Espagne. 

## Histoire
En 1236, le roi Ferdinand III de Castille charge la famille Méndez de Sotomayor de surveiller et de défendre les remparts de Cordoue ; il leur octroie une concession dans la ville à cette fin. Au XVe siècle, la famille s'y fait bâtir un palais qui occupe l'une des tours crénelées de la muraille et se développe aux environs pour former une résidence noble typique. 
En 1933, le palais est restauré par ses propriétaires, qui lui rendent ses caractéristiques d'origine.

## Structure
Le palais des marquis du Carpio se trouve dans la rue San Fernando. Le bâtiment du palais inclut l'une des tours crénelées et la muraille du XVe siècle, qui lui donnent un aspect militaire. Il s'agence autour d'un patio de style néo-arabe. Dans les sous-sols se trouvent les restes d'une maison romaine antique. Un petit jardin s'étend devant le palais.